# El jugador (novel·la)
El jugador (en rus: Игрок) és una novel·la de Fiódor Dostoievski publicada el 1867. Tracta sobre un jove tutor emprat per un antic general rus. La novel·la reflecteix la mateixa addicció de Dostoievski al joc de la ruleta, que en més d'un aspecte va ser inspiració per al llibre; Dostoievski va completar la seva obra sota l'amenaça del compliment d'un termini perquè pagués uns deutes de joc.
El llibre és també la base d'una òpera de Serguei Prokófiev amb el mateix títol, així com una pel·lícula de 1997 del director de cinema hongarès Károly Makk, que tracta del procés d'escriptura de la novel·la per part de l'escriptor rus. També el director de cinema alemany Sebastian Bieniek, el 2007, va fer la pel·lícula Els jugadors (Die Spiele) que es basa en la novel·la. Aquell mateix any Giuliano Montaldo va rodar una altra pel·lícula, I dimoni di San Petroburgo, inspirada en la vida de Dostoievski mentre escrivia El jugador.

## Personatges
- Alexei Ivànovitx
- El General
- Maria Fil·lipova
- Polina Aleksàndrovna
- Antona Vasilevna (àvia)
- Astlei
- Marquis De Grieux

## Traduccions al català
- El Jugador, traducció de Reyes Garcia Bordeus i Teresa Camañes Gasulla. València: Edicions 3i4, 2006